# Kagwahiva
I Kagwahiva (o Kawahíb) sono un macro-gruppo etnico del Brasile.

## Gruppi
I gruppi considerati facenti storicamente parte del macro-gruppo dei Kagwahiva sono i seguenti:
- Apeiran'di (Aparandé, Apairandé)
- Apiaká
  - Paribitete
  - Arino
  - Tepanhuna
- Boca-Negra
- Ipotewát (Ipotuát, Ipotuát, Ipotewát, Ipotêauáte)
- Jabutiféd (Yabutiféd)
- Jiahui (Diahói, Odiahuibe)
- Juma (Júma)
- Karipuna de Rondônia
- Katukinarú (Katukinary, Catuquinaru)
- Kutipai'i
- Mialat
- Pai'i
- Paranawat (Paranawát)
- Parintintin
- Pawaté
- Takuatep (Takwatib, Takwatíp, Tacuatêpe)
- Tapechiche (Taipechichi)
- Tenharim (Tenharin)
- Tukumanféd (Tukumãféd, Tukumãnfet)
- Uru-Eu-Wau-Wau (a loro volta suddivisi in Amondawa, Jupaú, Jurureí, Parakuara e Uru-Pa-In)
- Wiraféd (Uirafed, Wirafet, Wirafed)

Storicamente sono conosciuti anche solo come Parintintin, nome assegnato loro dai Munduruku, con cui furono in guerra, e che significa "nemico".

## Lingua
Tutti i sottogruppi parlano varianti dialettali della lingua Kagwahiva (denominata anche Parintinin) che appartiene alle lingue tupi-guaraní. Il termine Kagwahiva significa "la nostra gente".

## Storia
Il gruppo è originario dell'area delle sorgenti del fiume Tapajós e del fiume Juruena. Il gruppo viveva in questa zona nel XVIII secolo prima di disperdersi in varie zone vicine a causa degli attacchi continui dei loro acerrimi nemici, i Munduruku, e dell'arrivo dei coloni e delle industrie estrattive. Secondo Carl Friedrich von Martius, i Kagwahiva facevano a loro volta parte del più ampio gruppo dei "Tupi centrali", che comprendeva al suo interno anche i Kaiabi e gli Apiaká.